# 사형폐지를 위한 시민적 및 정치적 권리에 관한 국제규약 제2선택의정서

ICCPR 제2선택의정서 서명국: 진한 녹색은 당사국, 밝은 녹색은 서명국, 회색은 비회원국

사형폐지를 위한 시민적 및 정치적 권리에 관한 국제규약 제2선택의정서(Second Optional Protocol to the International Covenant on Civil and Political Rights)는 시민적 및 정치적 권리에 관한 국제규약의 보조 협정이다. 이 선택의정서는 1989년 12월 15일에 만들어졌고 1991년 7월 11일 발효되었다. 2024년 12월 기준 선택의정서에는 92개 당사국이 있다. 가장 최근에 비준한 국가는 2024년 12월 19일 잠비아였다.
이 선택의정서는 회원국들에게 자국 국경 내에서 사형을 폐지할 것을 약속하고 있지만, 제2.1조는 당사자들이 "전시 중에 저지른 군사적 성격의 가장 심각한 범죄에 대한 유죄판결에 따라 전시"에 사형을 집행할 수 있도록 유보할 수 있도록 허용하고 있다. (브라질, 칠레, 엘살바도르). 키프로스, 몰타, 스페인은 처음에 그러한 유보를 했으나 이후 철회했다. 아제르바이잔과 그리스는 모든 상황에서 사형을 금지했음에도 불구하고 의정서 이행에 대해 여전히 이러한 유보를 유지하고 있다. (그리스는 또한 모든 범죄에 대해 사형을 폐지하는 유럽 인권 조약 제13의정서를 비준했다.)

## 같이 보기
- 사형폐지를 위한 시민적 및 정치적 권리에 관한 국제규약 제1선택의정서
- 나라별 사형제 현황